# إيلاي والاك
إيلي هيرشل والاش (7 ديسمبر 1915 - 24 يونيو 2014)، ممثل سينمائي وتلفزيوني ومسرحي أمريكي من مدينة نيويورك. اشتهر بأدواره كممثل، وامتدت مسيرته الفنية لأكثر من ستة عقود. حصل على جائزة من الأكاديمية البريطانية لفنون السينما والتلفزيون، وجائزة توني، وجائزة إيمي وجائزة الأوسكار الفخرية في عام 2010. تم إدراجه أيضًا في قاعة مشاهير المسرح الأمريكي في عام 1988.
بدأ حياته المهنية بالتمثيل المسرحي، وظهر في أكثر من 90 فيلما سينمائيًا. غالبًا ما ظهر هو وزوجته آن جاكسون معًا على خشبة المسرح، وأصبحا في النهاية ثنائي بارز في المسرح الأمريكي. درس والاش في البداية طريقة التمثيل تحت إشراف سانفورد مايسنر [الإنجليزية] وأصبح فيما بعد عضوًا مؤسسًا في استوديو الممثلين، كما درس تحت إشراف لي ستراسبيرج. لعب مجموعة واسعة من الأدوار طوال حياته المهنية، في المقام الأول كممثل مساعد. حصل على جائزة توني لأفضل ممثل مميز عند دوره في مسرحة وشم الورد (The Rose Tattoo) عام 1951.

## حياته
ولد إيلي هيرشل والاش في 7 ديسمبر 1915، في 156 شارع يونيون في ريد هوك، بروكلين، لوالديه المهاجرين اليهود البولنديين أبراهام وبيرثا والاش وهما من برزيميسل. وكان له أخ وأختان. كان هو وعائلته من اليهود القلائل الذين عاشوا في حي أمريكي إيطالي. كان والدها يمتلكان متجر بيرثا للحلوى.
تخرج والاش عام 1936 من جامعة تكساس وحصل على شهادة في التاريخ. أثناء وجوده هناك، قام بأداء مسرحية مع زملائه الطلاب آن شيريدان ووالتر كرونكايت. وفي مقابلة لاحقة، قال والاش إنه تعلم ركوب الخيل أثناء وجوده في تكساس، موضحًا أنه أحب تكساس لأنها "فتحت عيني على كلمة الصداقة... كان بإمكانك الاعتماد على الناس. إذا أعطوك كلمتهم، فقد انتهى الأمر... لقد كان تعليماً.

## الحياة الشخصية
كان متزوجا من الممثلة المسرحية آن جاكسون (ولدة في 1926) من 5 مارس 1948، حتى وفاته. كان لديهم ثلاثة أطفال: بيتر (مواليد 1951)، روبرتا (مواليد 1955)، وكاثرين (ولدت في 1958),فقد واليش البصر في عينه اليسرى نتيجة لسكتة دماغية

## وفاته
توفي واليش في 24 يونيو عام 2014، في مدينة نيويورك،عن عمر ناهز 98. وترك خلفه زوجته أن جاكسون بعد زواج دائم 66 عام،و ترك خلفه أيضا ثلاثة أبناء و ثلاثة أحفاد

## وصلات خارجية
- إيلاي والاك على موقع IMDb (الإنجليزية)
- إيلاي والاك على موقع الموسوعة البريطانية (الإنجليزية)
- إيلاي والاك على موقع روتن توميتوز (الإنجليزية)
- إيلاي والاك على موقع ألو سيني (الفرنسية)
- إيلاي والاك على موقع ميوزك برينز (الإنجليزية)
- إيلاي والاك على موقع تيرنر كلاسيك موفيز (الإنجليزية)
- إيلاي والاك على موقع أول موفي (الإنجليزية)
- إيلاي والاك على موقع قاعدة بيانات برودواي على الإنترنت (الإنجليزية)
- إيلاي والاك على موقع قاعدة بيانات الأفلام السويدية (السويدية)
- إيلاي والاك على موقع إن إن دي بي (الإنجليزية)
- The Bookwrap video interviews